# Liste der Fornminnen in Kramfors

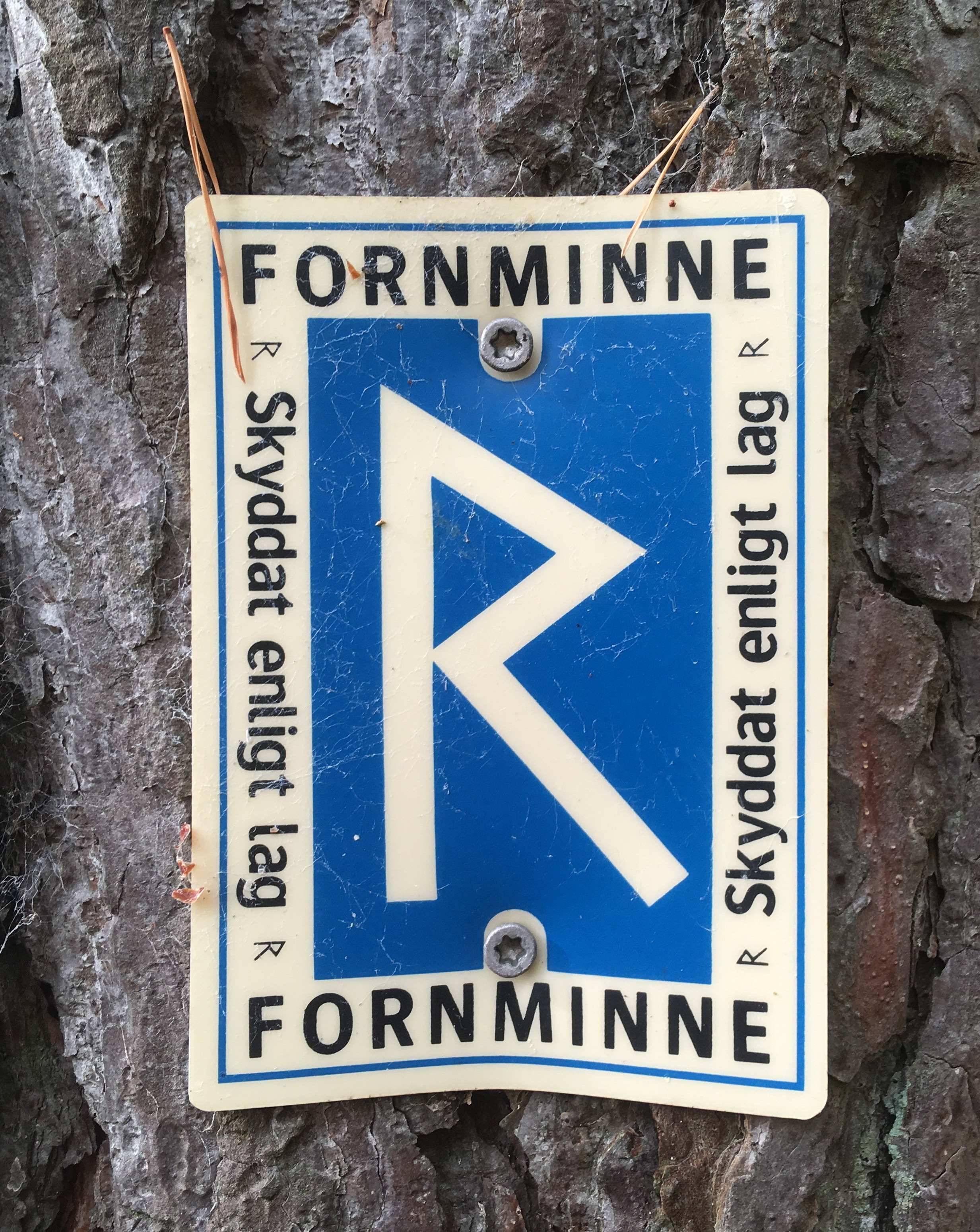
Zeichen für „Fornminnen“ in Schweden

Diese Liste der Fornminnen in Kramfors zeigt die „Alten/antiken Denkmale“ (schwedisch fornminnen) im Stadtgebiet Kramfors sowie im 1947 eingemeindeten Socken Gudmundrå in der heutigen Gemeinde Kramfors der schwedischen Provinz Västernorrlands län, sie ist eine Teilliste der „Liste der Fornminnen in Västernorrland“. Die Aufteilung basiert auf der historischen Zuordnung der Gebiete in Socken (siehe auch) und der Einteilung des Zentralamts für Denkmalpflege Riksantikvarieämbetet (RAÄ). Es werden die Fornminnen aufgeführt, die auf dem Suchdienst „Fornsök“ registriert sind, welcher weitere Informationen zu den bekannten kulturhistorischen Überresten in Schweden enthält.

## Begriffserklärung
Fornminnen (schwedisch für alte/antike Denkmale oder archäologische Funde) sind in Schweden alte Objekte und archäologische Funde (Fornlämningar), welche die Überreste menschlicher Aktivitäten in der Vergangenheit bezeichnen, die durch frühere Nutzung entstanden sind und dauerhaft aufgegeben wurden. Dabei gilt für Fornminnen, die vor 1850 entstanden sind, dass sie automatisch durch das Gesetz geschützt sind. Aber auch jüngere Überreste können zu Bodendenkmalen erklärt werden, wenn sie sich an ihrem ursprünglichen Standort befinden und weitgehend erdgebunden sind. Als Fornminnen zählen u. a. Siedlungen und Siedlungsreste aus prähistorischer Zeit, Gräber und Grabstätten, Burgruinen, Ruinen von Klöstern, Kirchen und Schlössern, Steine und Felsen mit Inschriften und Bildern (z. B. Runensteine und Petroglyphen), insofern sie nicht schon als Einzeldenkmal unter Byggnadsminnen (schwedisch für Baudenkmale) oder kyrkliga Kulturminnen (schwedisch für kirchliches Kulturgut) ausgewiesen sind.

## Legende
| ID           | = | ID.Nr. des Denkmalregisters (Fornsök) im schwedische Amt für nationales Kulturerbe (Riksantikvarieämbetet (RAÄ)) |
| Lage         | = | Koordinatenangabe des Standorts                                                                                  |
| Bezeichnung  | = | Bezeichnung des Denkmalobjekts (auch RAÄ-Nr.)                                                                    |
| Beschreibung | = | Name (Denkmaltyp/Dokumentenverweis im Arkivsök) sowie eine kurze Beschreibung des Objekts                        |
| Bild         | = | Bild des Objekts sowie Verweis auf weitere Bilder                                                                |

## Liste Fornminnen Kramfors
| ID              | Lage    | Bezeichnung (RAÄ-Nr.)              | Beschreibung | Bild           |
| --------------- | ------- | ---------------------------------- | --- | -------------- |
| 10247500010001  | (Karte) | Kramfors 1:1 „Gudmunds hög“        | Kramfors 1:1 (Hügelgrab / L1936:9861) hohes rundes Hügelgrab (auch als schwedisch „Gudmunds hög“ bezeichnet) mit 25 - 30 m Durchmesser und bis zu 4,5 m Höhe östlich bei Grundstück Fornvägen 1 östlich vom Ort Frånö; die Ränder sind auf allen Seiten stark beschädigt, im Westen befinden sich 2 kellerartige Höhlungen und am Osthang mehrere größere Stein bis zu 1 m Durchmesser. | Weitere Bilder |
| 10247500020001  | (Karte) | Kramfors 2:1 „Storhögarna i Frånö“ | Kramfors 2:1 (Hügelgrab / L1936:9862) hohes rundes Hügelgrab (auch als schwedisch „Storhögarna i Frånö“ bezeichnet) mit 20 - 25 m Durchmesser und bis zu 4,5 m Höhe nördlich bei Grundstück Fornvägen 2 östlich vom Ort Frånö; die Kuppe ist abgeflacht (Fläche etwa 8 x 6 m) und die Rändern sind an allen Seiten beschädigt, im Süden befindet sich eine kellerartige Höhlung | Weitere Bilder |
| 10247500030001  | (Karte) | Kramfors 3:1 „Gudmundrå kyrkoruin“ | Kramfors 3:1 (Kapelle / L1935:581) Ruine der ehemalige Kirche von Gudmundrå (auch als schwedisch „Gudmundrå kyrkoruin“ bezeichnet, nach dem 1947 eingemeindeten Socken Gudmundrå), auf einer Fläche von 22 × 11 m befinden sich die bis zu 1,5 m dicken Mauerreste mit einer Höhe bis zu 2,3 m, vom Grundriss sind noch die 5 × 5 m Vorhalle, ein Anbau von 11 × 3 m und die Sakristei (7 × 6 m) im Nordwesten erkennbar. Die Ruine befindet sich auf dem ehemaligen Friedhof Kramfors 3:2 (L1936:9883) südlich des Stadtteils Jättesta an der Högstavägen. | Weitere Bilder |
| 10247500030002  | (Karte) | Kramfors 3:2 „Gudmundrå kyrkogard“ | Kramfors 3:2 (Friedhof / L1936:9883) Areal (45 × 45 m) des ehemaligen Friedhof von Gudmundrå (auch als schwedisch „Gudmundrå kyrkogard“ bezeichnet, nach dem 1947 eingemeindeten Socken Gudmundrå) befindet südlich des Stadtteils Jättesta an der Högstavägen und ist im Norden und Osten von einer Mauer und im Süden und Westen durch eine Hecke getrennt. Auf dem Gelände befindet sich die Kirchenruine Kramfors 3:1 (L1935:581) sowie im Südwesten der Gedenkstein Kramfors 3:3 (L1936:6585)                                                          | Weitere Bilder |
| 102475000300023 | (Karte) | Kramfors 3:3                       | Kramfors 3:3 (Gedenkstein / L1936:6585) 2 m hoher und 0,6 m breiter Gedenkstein im Südwesten des Friedhofs Gudmundrå Kramfors 3:2 (L1936:9883) mit Relief-Inschrift auf Südostseite: „Directeuren och Byggmästaren NICOLAUS JOHAN CHRISTOPHER KRAM † 13/5 1752“ | Weitere Bilder |
| 10247500040001  | (Karte) | Kramfors 4:1                       | Kramfors 4:1 (Hügelgrab / L1936:6586) Beschreibung ergänzen | Weitere Bilder |
| 10247500090001  | (Karte) | Kramfors 9:1                       | Kramfors 9:1 (Hügelgrab / L1936:6850) Beschreibung ergänzen | Weitere Bilder |
| 10247500090002  | (Karte) | Kramfors 9:2                       | Kramfors 9:2 (Hügelgrab / L1935:289) Beschreibung ergänzen | Weitere Bilder |
| 10247500090003  | (Karte) | Kramfors 9:3                       | Kramfors 9:3 (Hausgründung / L1936:6306) Beschreibung ergänzen | Weitere Bilder |
| 10247500120001  | (Karte) | Kramfors 12:1                      | Kramfors 12:1 (Hügelgrab / L1935:353) ovales (14 x 9 m Umfang) Hügelgrab mit bis zu 1,4 m Höhe im Süden des Ortes Frånö, bei Grundstück Åvägen 1. Hat im Südteil eine flache Grube (ca. 1,2 x 1,2 m) und wird zusammen mit Kramfors 1:1 (L1936:9861) und Kramfors 2:1 (L1936:9862), welche sich ca. 350 - 400 m östlich davon befinden, als die „Storhögarna i Frånö“ („die großen Grabhügel von Frånö“) bezeichnet. | Weitere Bilder |
| 10247500150001  | (Karte) | Kramfors 15:1                      | Kramfors 15:1 (Hügelgrab / L1935:743) Beschreibung ergänzen | Weitere Bilder |
| 10247500250001  | (Karte) | Kramfors 25:1                      | Kramfors 25:1 (Hügelgrab / L1936:6922) Beschreibung ergänzen | Weitere Bilder |
| 10247500260001  | (Karte) | Kramfors 26:1                      | Kramfors 26:1 (Steinsetzung / L1936:6906) Beschreibung ergänzen | Weitere Bilder |
| 10247500260002  | (Karte) | Kramfors 26:2                      | Kramfors 26:2 (Steinsetzung / L1936:6360) Beschreibung ergänzen | Weitere Bilder |
| 10247500260003  | (Karte) | Kramfors 26:3                      | Kramfors 26:3 (Steinsetzung / L1936:6923) Beschreibung ergänzen | Weitere Bilder |
| 10247500390001  | (Karte) | Kramfors 39:1                      | Kramfors 39:1 (Hügelgrab / L1936:6307) Beschreibung ergänzen | Weitere Bilder |
| 10247500400001  | (Karte) | Kramfors 40:1                      | Kramfors 40:1 (Hügelgrab / L1936:6977) nördliches rundes (etwa 6 m Durchmesser und 0,7 m hoch) Hügelgrab aus einer Gruppe von 3 Hügelgräber; zusammen mit Kramfors 40:2 (L1936:6978) und Kramfors 40:3 (L1936:6979), 300 m nordwestlich der Siedlung Grämesta und etwa 1 km südwestlich der Ortschaft Lunde; tw. überwachsen an der Oberfläche viele Steine und mittig mit 1,5 x 1 m Grube. | Weitere Bilder |
| 10247500400002  | (Karte) | Kramfors 40:2                      | Kramfors 40:2 (Hügelgrab / L1936:6978) südliches rundes (etwa 5 m Durchmesser und 0,3 m hoch) Hügelgrab aus einer Gruppe von 3 Hügelgräber; zusammen mit Kramfors 40:1 (L1936:6977) und Kramfors 40:3 (L1936:6979), 300 m nordwestlich der Siedlung Grämesta und etwa 1 km südwestlich der Ortschaft Lunde; tw. überwachsen und mittig mit runder (2 m Durchmesser) Grube. | Weitere Bilder |
| 10247500400003  | (Karte) | Kramfors 40:3                      | Kramfors 40:3 (Hügelgrab / L1936:6979) östliches rundes (etwa 5 m Durchmesser und 0,5 m hoch) Hügelgrab aus einer Gruppe von 3 Hügelgräber; zusammen mit Kramfors 40:1 (L1936:6977) und Kramfors 40:2 (L1936:6978), 300 m nordwestlich der Siedlung Grämesta und etwa 1 km südwestlich der Ortschaft Lunde. | Weitere Bilder |
| 10247500440001  | (Karte) | Kramfors 44:1                      | Kramfors 44:1 (Steinsetzung / L1935:196) Beschreibung ergänzen | Weitere Bilder |
| 10247500490001  | (Karte) | Kramfors 49:1                      | Kramfors 49:1 (Steinsetzung / L1935:677) Beschreibung ergänzen | Weitere Bilder |
| 10247500490002  | (Karte) | Kramfors 49:2                      | Kramfors 49:2 (Steinsetzung / L1935:139) Beschreibung ergänzen | Weitere Bilder |
| 10247500540001  | (Karte) | Kramfors 54:1                      | Kramfors 54:1 (Hügelgrab / L1936:6361) Beschreibung ergänzen | Weitere Bilder |
| 10247500730001  | (Karte) | Kramfors 73:1                      | Kramfors 73:1 (Steinsetzung / L1936:9873) Beschreibung ergänzen | Weitere Bilder |
| 10247500730002  | (Karte) | Kramfors 73:2                      | Kramfors 73:2 (Steinsetzung / L1936:9872) Beschreibung ergänzen | Weitere Bilder |
| 10247501480001  | (Karte) | Kramfors 148:1                     | Kramfors 148:1 (Alm / L1936:9748) etwa 100 x 75 m großes Gebiet einer ehemaligen Bergbauernsiedlung, bestehend aus 5 ausgewiesenen Grundstücken (auch als schwedisch Björnsjöbodarna bezeichnet); befindet sich nördlich des Sees Björnsjön und südlich des Sees Storvattnet etwa 11 km westlich Kramfors. | Weitere Bilder |